# Artillery
Artillery – duński zespół thrashmetalowy założony w 1982 w Taastrup na przedmieściach Kopenhagi. 
Grupa była jednym z prekursorów thrash metalu, wywierając wpływ na rozwój tej odmiany heavy metalu. Styl muzyczny z początków istnienia zespołu przypomina wczesne dokonania takich formacji jak Slayer, Megadeth czy Voivod. 
Nazwa grupy pochodzi od utworu Heavy Artillery z albumu Filth Hounds of Hades brytyjskiej, heavymetalowej formacji Tank.
Grupa rozpadała się dwukrotnie. Po raz pierwszy w 1991, aby powrócić w 1999 i nagrać swój czwarty album B.A.C.K. Ponownie doszło do rozpadu po wydaniu tej płyty. W 2007 zespół po raz drugi się reaktywował, nagrywając kompilację płytową Through the Years, zawierającą cztery wydawnictwa studyjne Duńczyków sprzed 2007.
Zespół Artillery kilkakrotnie występował w Polsce, m.in. w 2008 zagrał na festiwalu Metalmania w katowickim Spodku.

## Obecny skład
- Michael Bastholm Dahl – wokal
- Peter Thorslund – gitara basowa
- Michael Stützer – gitara elektryczna
- Morten Stützer – gitara elektryczna
- Carsten Nielsen – perkusja

## Dyskografia

### Albumy studyjne
- 1985 – Fear of Tomorrow
- 1987 – Terror Squad
- 1990 – By Inheritance
- 1999 – B.A.C.K.
- 2009 – When Death Comes
- 2011 – My Blood
- 2013 – Legions
- 2016 – Penalty by Perception
- 2018 – The Face of Fear[2]
- 2021 - X

### Dema i taśmy promocyjne
- 1982 – We Are the Dead
- 1984 – Shellshock
- 1984 – Deeds of Darkness
- 1985 – Fear of Tomorrow
- 1989 – 1989 promo
- 1991 – Mind Factory

### Single i EP
- 1985 – Speed Metal Hell
- 1985 – Satan's Revenge
- 1990 – Khomaniac
- 1990 – By Inheritance
- 1990 – Fear of Tomorrorw/Terror Squad
- 1998 – Deadly Relics
- 2000 – Jester
- 2007 – Through the Years[3]